# 埃塔普尔
埃塔普尔（Ethapur），是印度泰米尔纳德邦Salem县的一个城镇。总人口10054（2001年）。

## 人口
该地2001年总人口10054人，其中男性5027人，女性5027人；0—6岁人口1107人，其中男570人，女537人；识字率67.21%，其中男性为75.31%，女性为59.10%。